# کاوشگر نقشه‌بردار فروسرخ میدان وسیع
کاوشگر نقشه‌بردار فروسرخ میدان وسیع یا (دبلیوآی‌اس‌ای WISE) یک تلسکوپ فضایی فروسرخ اخترشناسی ناسا است. که در دسامبر ۲۰۰۹ به فضا فرستاده شد. از آنجایی که تابش فروسرخ از تمامی اجسام منتشر می‌شود، تلسکوپ‌های فروسرخ را به کمک دستگاه‌های سردکننده در دمای بسیار پایین و نزدیک به صفر مطلق نگهداری می‌کنند.
کاوشگر مساحی میدان دید باز وایز، در فوریه ۲۰۱۱ پس از خاموش شدن فرستنده هاش، به خواب زمستانی فرورفت و بار دیگر در سال ۲۰۱۳ فعال شد.
WISE تمام آسمان را در طول ۱۰ ماه با ۴ فیلتر ۳٫۴، ۴٫۶، ۱۲ و ۲۲ میکرومتر مساحی کرد. پس از اینکه مخزن‌های سیستم سردکننده تلسکوپ به اتمام رسید، به مدت ۴ ماه، مأموریت به NEOWISE تغییر نام داد و به جستجوی اجرام نزدیک زمین مثل دنباله دارها، و سیارک‌ها پرداخت. داده‌های این مساحی شامل، تصاویر پردازش شده، کاتالوگ اجرام، و داده‌های خام در ۱۴ مارس ۲۰۱۲ به صورت رایگان در آرشیو علوم فروسرخ قابل دریافت شد.

## نگارخانه

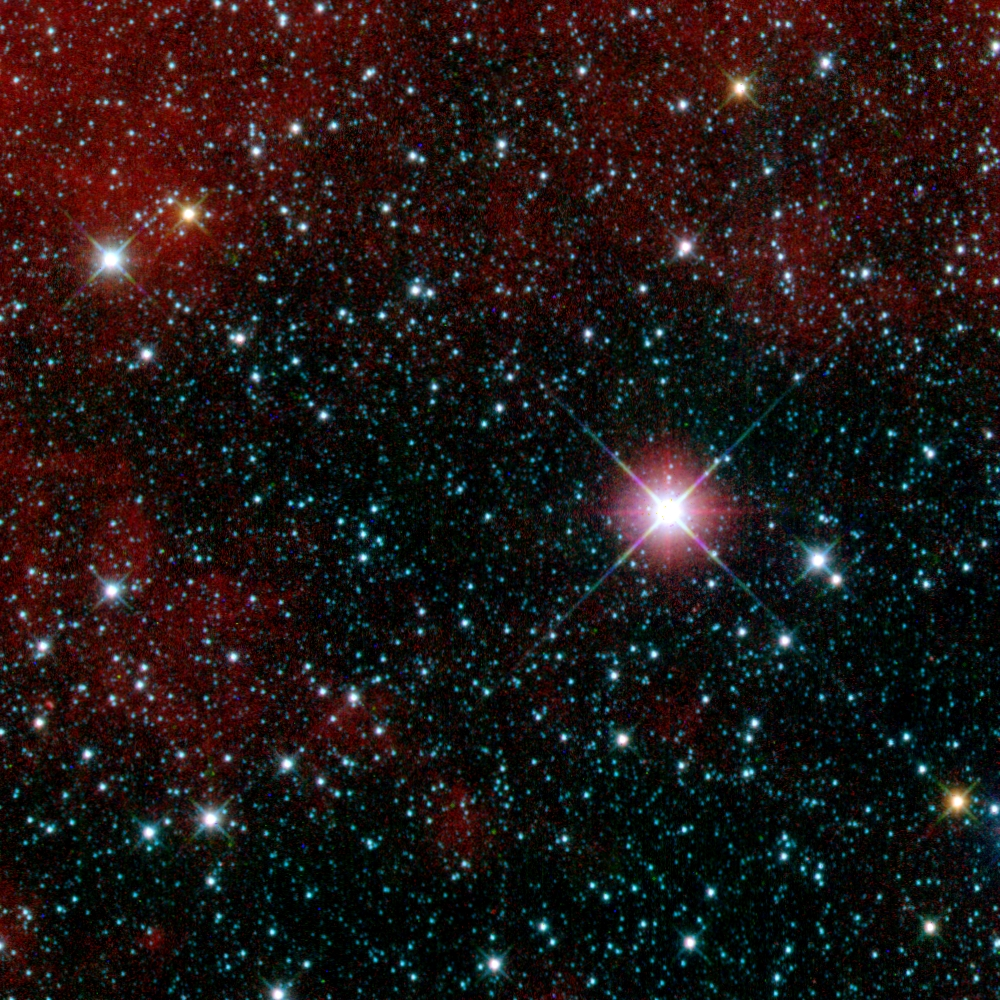
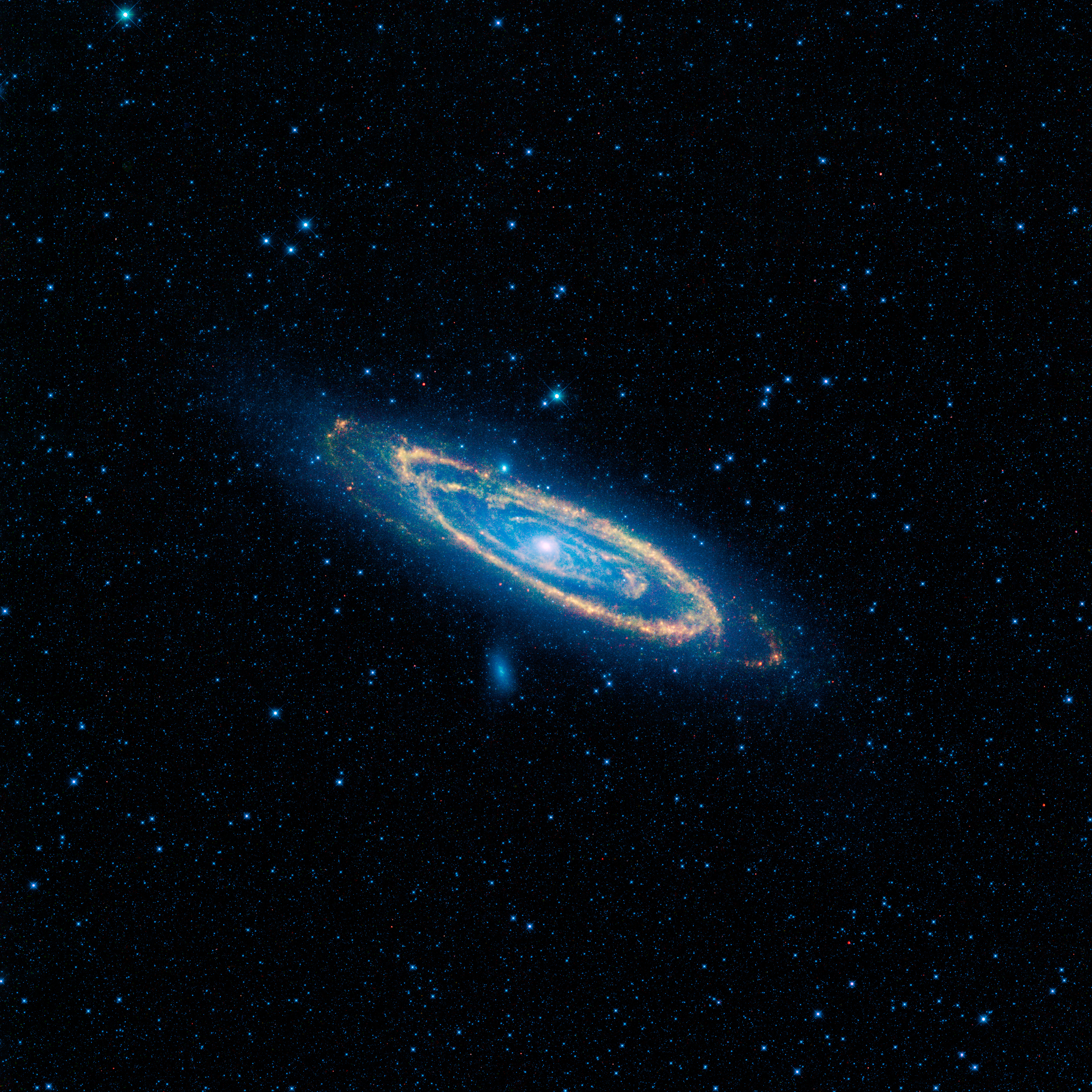
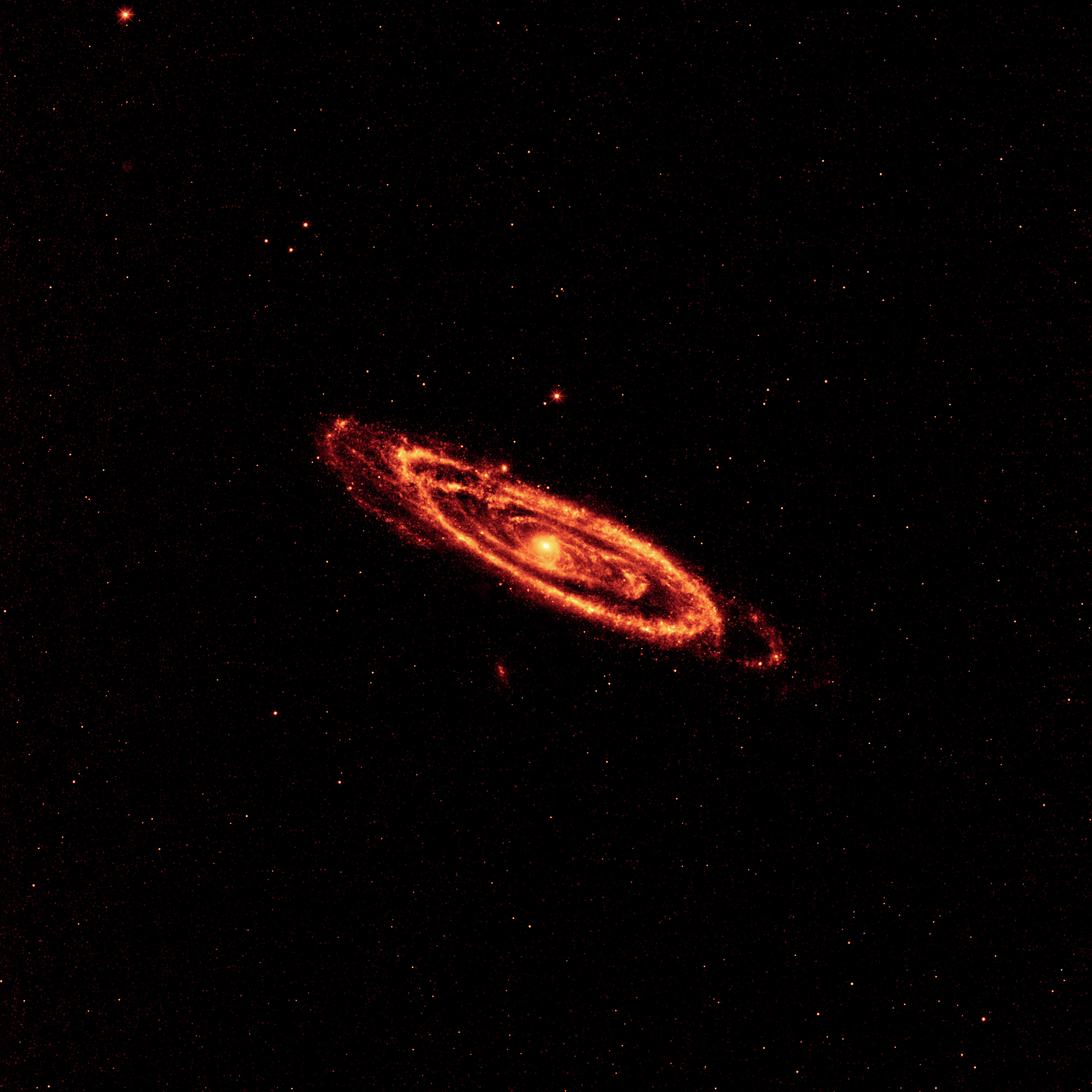
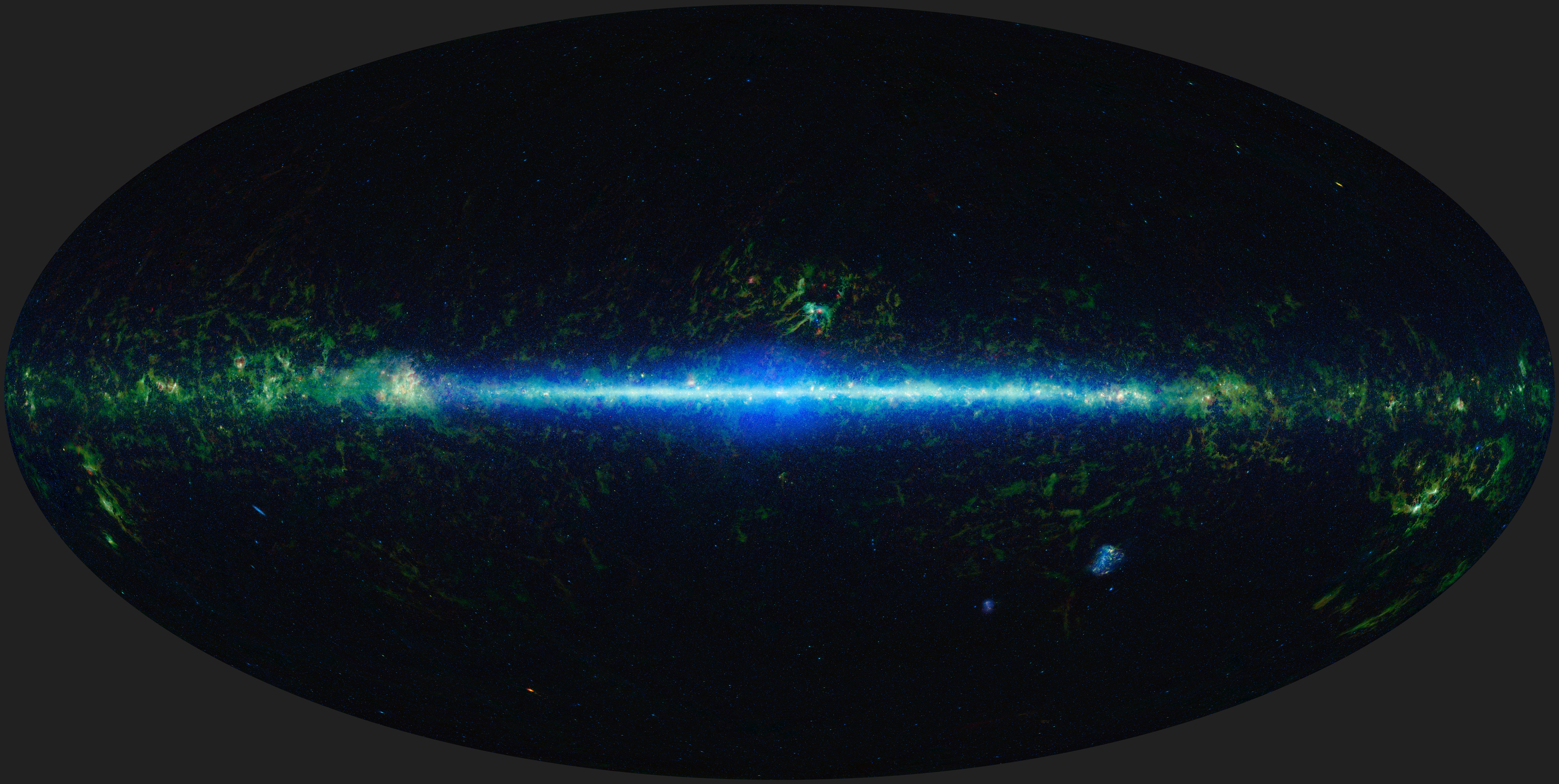
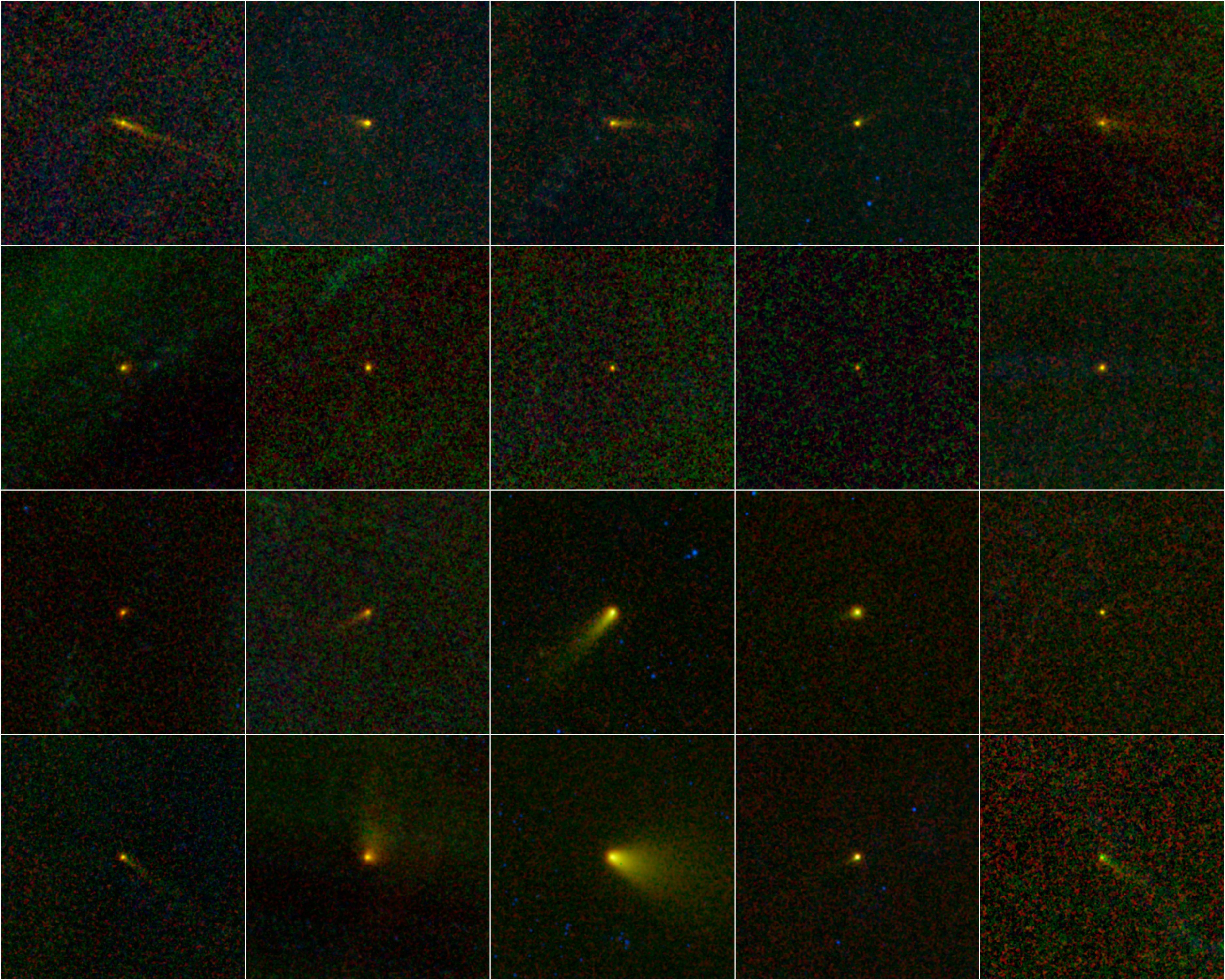